# Administración Nacional de la Seguridad Social
La Administración Nacional de la Seguridad Social (ANSES) es un ente descentralizado de la administración pública nacional de Argentina dependiente del Ministerio de Capital Humano que gestiona las prestaciones de seguridad social, entre las cuales figuran las asignaciones familiares, subsidios por desempleo, el sistema Asignación Universal por Hijo, servicio previsional, reintegros, información y registros de trabajadores (entrega del número CUIL y certificación de servicios). Hasta diciembre de 2023, este organismo, perteneció al Ministerio de Trabajo, Empleo y Seguridad Social. Tras el cambio de gobierno, pasó a la órbita del de Capital Humano, creado por la actual gestión. 
La ANSES fue creada el 26 de diciembre de 1991 por el Decreto N.º 2.741.
Hasta enero de 2011, la ANSES tenía recursos corrientes y de capital por un total de 180.600 millones de pesos.
El valor de los  Fondos de Garantía de Sustentabilidad alcanzaba, hasta el 2013, $ 206.377 millones de pesos. Desde que ANSES estatizó las ex AFJP, el valor de dichos fondos aumentó 157 %.
La ANSES es parte de la membresía de la Conferencia Interamericana de Seguridad Social, organismo internacional técnico y especializado, que tiene el objetivo de fomentar el desarrollo de la protección y seguridad social en América.

## Historia
Durante el gobierno de Carlos Menem, Arnaldo Cisilino fue director de la ANSeS, quien fue investigado por la justicia por los contratos entre ANSeS e IBM en el proceso de informatización que sucedió entre 1991 y 1994. El siguiente titular de la ANSeS fue Alejandro Bramer Markovic, quien fue reemplazado en enero de 1998 por Saúl Bouer, ex-intendente de Buenos Aires. Bouer fue sucedido en diciembre de 1998, por Leopoldo van Cauwlaert.
El 20 de enero de 2000 fue designado, por el entonces presidente Fernando de la Rúa, el Secretario de Seguridad Social Melchor Posse, como director general de la ANSeS, mediante un decreto, en el que se lo nombraba interinamente por 60 días para reasignar la institución al Ministerio de Trabajo, a cargo en ese momento por Alberto Flamarique, sin embargo ocupó el cargo hasta que el exdiputado nacional por Tucumán, el radical Rodolfo Martín Campero, fuera designado en noviembre de 2000. El 10 de julio de 2001, De la Rúa decidió firmar decretos para la reducción del gasto público, entre los organismos afectados, estuvo la ANSeS; ese mismo día, Campero renunció, asumiendo el gerente general, Douglas Lyall. El 7 de agosto de 2001 fue presentado por la entonces Ministra de Trabajo, Patricia Bullrich, Douglas Lyall como nuevo interventor.

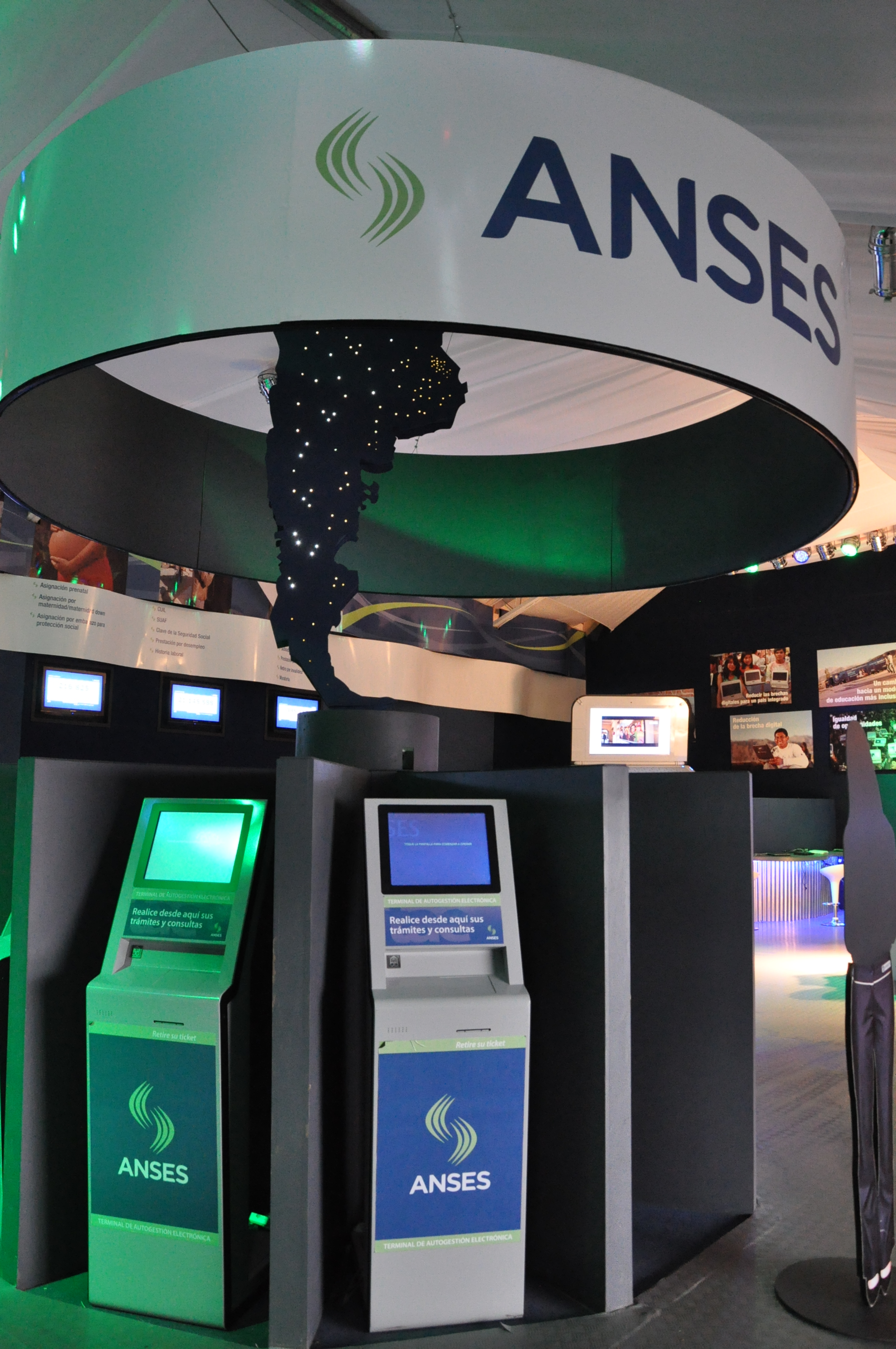
Puesto de ANSES en Tecnópolis.

Sergio Massa fue designado Director de la ANSeS en 2002 por el entonces presidente Eduardo Duhalde, siendo Ministro de Trabajo y Seguridad Social Alfredo Atanasof, y tuvo continuidad durante la presidencia de Néstor Kirchner hasta 2007, cuando fue elegido intendente de Tigre. Con la ley 25.994, dictada por Néstor Kirchner, se incorporaron al sistema 54000 personas mientras estuvo en vigencia del 2005 al 2007. Massa fue sucedido por Claudio Moroni, designado por la presidenta electa Cristina Fernández de Kirchner. El siguiente titular fue el ex Ministro de Economía y ex Vicepresidente de la Nación, Amado Boudou, desde mayo de 2008. Durante su período al frente de la ANSeS impulsó la nacionalización del sistema previsional y la estatización de los fondos de las AFJP, lo que incrementó los recursos, e incluyó más personas al sistema. Las inversiones del Fondo de Garantía de Sustentabilidad pasaron de $ 98.083 millones el 5 de diciembre de 2008 a $ 482.660 millones en 31 de octubre de 2014, significando un crecimiento del 392,1%. Este FGS constituye un stock de recursos para los jubilados y pensionados y además financia proyectos productivos y de infraestructura. El siguiente titular de la ANSES fue Diego Bossio, designado en julio de 2009. En 2003 había 3,5 millones de jubilados y pensionados, y se destinaba un 4,5 % del PBI. En 2011, un 6,6 % y en 2013 se llegó a un 7,4%, el porcentaje más alto de la región.

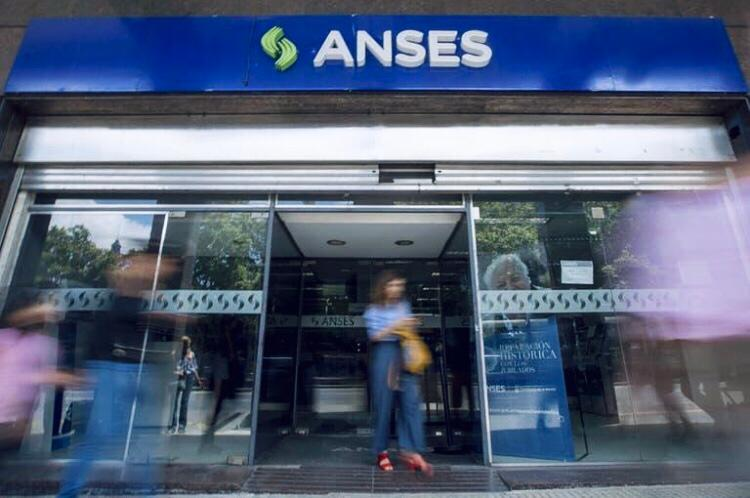
Oficina de atención al cliente Anses

En diciembre de 2015, el presidente Mauricio Macri designó al economista Emilio Basavilbaso al frente del organismo.
El 30 de diciembre de 2016 el presidente Mauricio Macri y Gabriela Michetti, así como otros funcionarios del gobierno argentino, fueron imputados por la fiscal Paloma Ochoa por la eventual comisión de los delitos de otorgamiento de actos irregulares o indebidos, estafas y defraudaciones (artículo 174 inciso 5 del Código Penal), administración fraudulenta (artículo 173 inciso 7.º del Código Penal) y negociaciones incompatibles con el ejercicio de funciones públicas (artículo 265 del Código Penal) en perjuicio al erario público, como partícipes de la firma del Memorándum con Catar de noviembre de 2016, creando un fondo de inversión por 1.300 millones de dólares estadounidenses, con una «estructura offshore», para la administración del Fondo de Garantía de Sustentabilidad de la ANSES. El juez que dirigió la investigación fue Daniel Rafecas.
Mientras se negociaba el acuerdo, el asesor presidencial Horacio Reyser compartió información confidencial de Estado con el extenista. Según consta en la causa desde el 28 de julio, cuando Mauricio Macri recibió al emir de ese país, Sheik Tamin bin Hamad Al Thani, hasta el domingo 6 de noviembre, momento en el que se firmó el acuerdo, hubo correos de Estado que se compartieron a empresarios privados. Y estos, con la información privilegiada, habrían firmado contratos millonarios con Qatar Investment Authority (QIA) para ser “consejero local” del fondo de mil millones de dólares que se acordó con el Fondo de Garantía de Sustentabilidad (FGS) La causa fue desestimada por inexistencia de delito, el 28 de marzo de 2017 por el titular del Juzgado Nacional en lo Criminal y Correccional Federal nro. 3, Dr. Daniel Rafecas.

## Directores
| N.º | Director                  | Partido         | Partido               | Periodo                                           | Presidente                     |
| --- | ------------------------- | --------------- | --------------------- | ------------------------------------------------- | ------------------------------ |
| 1   | Arnaldo Cisilino          |                 | Partido Justicialista | 26 de diciembre de 1991 - 8 de julio de 1995      | Carlos Menem                   |
| 2   | Alejandro Bramer Markovic |                 | Partido Justicialista | 8 de julio de 1995 - 6 de enero de 1998           | Carlos Menem                   |
| 3   | Saúl Bouer                |                 | Partido Justicialista | 6 de enero de 1998 - 21 de noviembre de 1998      | Carlos Menem                   |
| 4   | Leopoldo Van Cauwlaert    |                 | Partido Justicialista | 21 de noviembre de 1998 - 25 de enero de 2000     | Carlos Menem                   |
| 5   | Melchor Posse             |                 | Unión Cívica Radical  | 25 de enero de 2000 - 14 de noviembre de 2000     | Fernando de la Rúa             |
| 6   | Rodolfo Martín Campero    |                 | Unión Cívica Radical  | 14 de noviembre de 2000 - 6 de agosto de 2001     | Fernando de la Rúa             |
| 7   | Douglas Lyall             |                 | Unión Cívica Radical  | 7 de agosto de 2001 - 12 de diciembre de 2001     | Fernando de la Rúa             |
| 8   | Sergio Massa              |                 | Partido Justicialista | 23 de enero de 2002 - 10 de diciembre de 2007     | Eduardo Duhalde                |
| 8   | Sergio Massa              | Néstor Kirchner | Partido Justicialista | 23 de enero de 2002 - 10 de diciembre de 2007     |                                |
| 9   | Claudio Moroni            |                 | Partido Justicialista | 10 de diciembre de 2007 - 6 de mayo de 2008       | Cristina Fernández de Kirchner |
| 10  | Amado Boudou              |                 | Partido Justicialista | 6 de mayo de 2008 - 7 de agosto de 2009           | Cristina Fernández de Kirchner |
| 11  | Diego Bossio              |                 | Partido Justicialista | 7 de agosto de 2009 - 10 de diciembre de 2015     | Cristina Fernández de Kirchner |
| 12  | Emilio Basavilbaso        |                 | Propuesta Republicana | 10 de diciembre de 2015 - 10 de diciembre de 2019 | Mauricio Macri                 |
| 13  | Alejandro Vanoli          |                 | Partido Justicialista | 10 de diciembre de 2019 - 30 de abril de 2020     | Alberto Fernández              |
| 14  | Fernanda Raverta          |                 | Partido Justicialista | 30 de abril de 2020 - 10 de diciembre de 2023     | Alberto Fernández              |
| 15  | Osvaldo Giordano          |                 | Partido Justicialista | 11 de diciembre de 2023 - 15 de febrero de 2024   | Javier Milei                   |
| 16  | Mariano de los Heros      |                 | Independiente         | 16 de febrero de 2024 - 10 de febrero de 2025     | Javier Milei                   |
| 17  | Fernando Bearzi           |                 | Independiente         | 10 de febrero de 2025 - en el cargo               | Javier Milei                   |